# パンプキンパイ

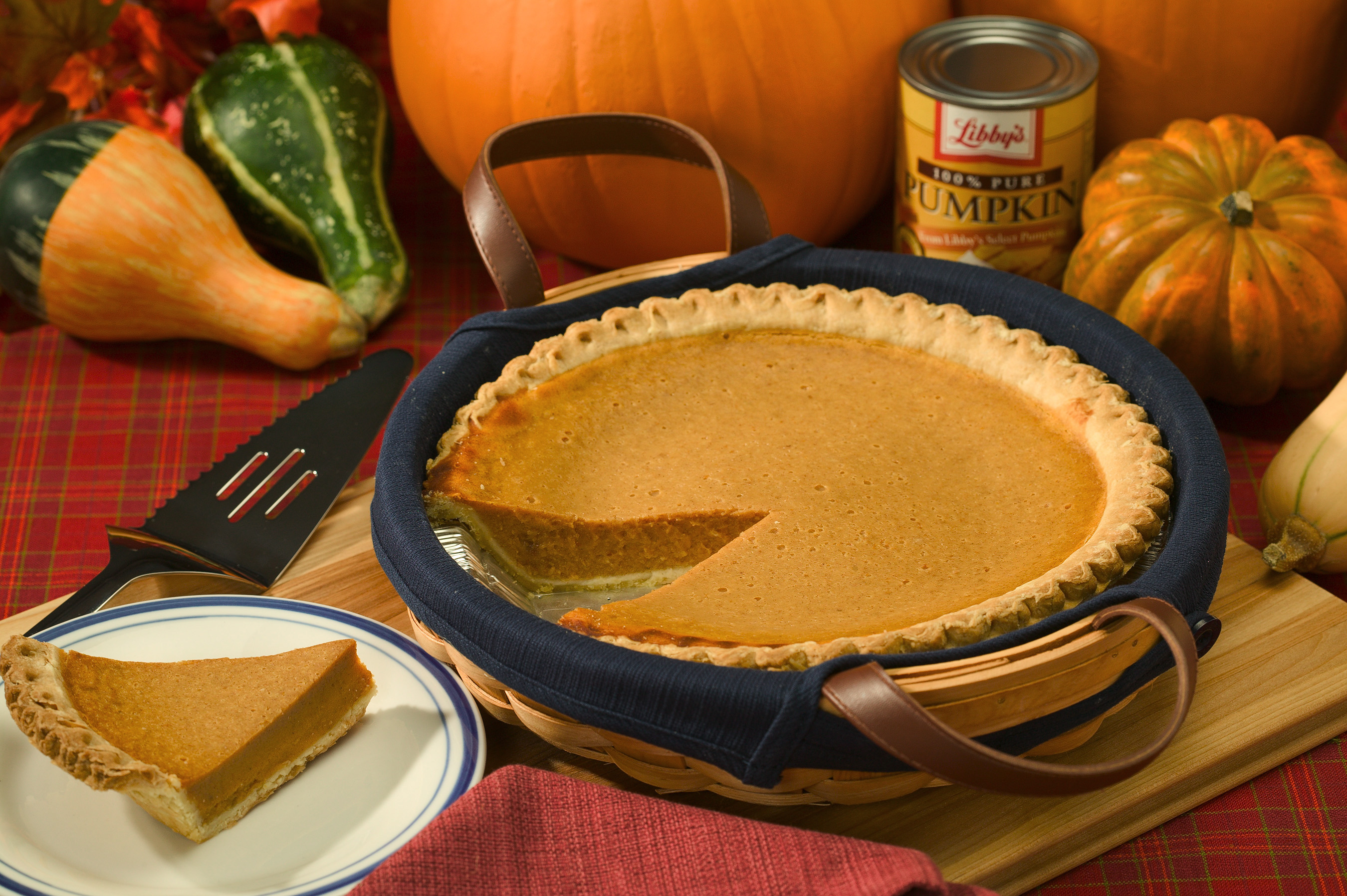
滑らかなオレンジ色から茶色のカボチャ味カスタードが特徴の北米パンプキンパイ。後ろにカボチャ・ピューレの缶詰が見える。

パンプキンパイ（英：Pumpkin Pie）は、北アメリカの伝統的なデザートの一種である。

## 調理
イングランドのタートスタッフ（tart stuff）と呼ばれる、茹でたフルーツの果肉にシナモンや生姜などのスパイスを混ぜたものを材料に使うパイが起源である。
北アメリカのパンプキンパイは、カボチャ（主にパイ・パンプキン、チーズ・パンプキン、バターナッツ・スクワッシュなどという品種が用いられる）をベースにしたオレンジ色から茶色のカスタードを、一重のパイ生地皮に注いでから焼いたもので、アップルパイなど他のフルーツのパイとは異なり表面をパイ生地で覆うことはあまりない。
味付けにはパンプキンスパイス（ナツメグ、シナモン、クローブ、そして生姜をブレンドしたもの）が使われ、スパイスが多いほど茶色くなる。伝統的にホイップクリームが添えられるが、カナダの一部では一般的にメープルシロップが代わりに添えられる。
アメリカ合衆国では、このパイは缶詰のカボチャ・ピューレか、やはり缶詰のパンプキンパイ・フィリング（既にスパイスが入っているもの）から作られる事が多いが、他の国では生カボチャを使って原材料から作られることが一般的である。

## 行事食
多くの場合、晩秋から初冬にかけて、特にハロウィン、感謝祭、そしてクリスマスを祝うために作られる。昔はハロウィンを過ぎたジャック・オー・ランタンをパイにすることもあったが、現在ジャック・オー・ランタン用のカボチャは観賞用に品種改良されているため、これを用いると舌触りの粗い味気ないパイが出来上がってしまう。

## 歴史
カボチャは北アメリカ大陸発祥であり、初期のフランスへの輸出品であった。そこからテューダー朝へ伝えられた「ポンピオン」（カボチャの古称）の身は、すぐにパイのフィリングとして受け入れられた。17世紀のイギリスのレシピ本には、パンプキンパイのレシピが見受けられる。例えば1675年に出版されたハンナ・ウーリーの本"The Gentlewoman's Companion（上流婦人のお連れ）"にものっている。しかし19世紀初頭までは、アメリカのレシピ本にパンプキンパイは見られなかった。パンプキンパイは、19世紀初頭までは感謝祭のメニューとして普及しなかったのである。ピルグリム・ファーザーズがパンプキンパイをイギリスからニューイングランドへと持ち帰った際には、イギリスにおけるカボチャの調理法は今と異なっており、フィリングにリンゴやスパイスや砂糖とカボチャを用いて焼いていた。
アメリカのほぼ全ての地域において、感謝祭の夕食後のデザートにパンプキンパイを出すことは伝統的である。アメリカで商業用に作られる缶詰のパンプキンパイ・フィリングは、ペポカボチャやセイヨウカボチャ、そしてニホンカボチャから作られている。

## 世界記録
世界最大のパンプキンパイは2010年9月25日、アメリカオハイオ州のニューブリメンで開かれたニューブリメン・パンプキン・フェスティバルで作られた。このパンプキンパイを作るのには1212ポンド（550kg）もの缶詰のカボチャ・ピューレ、109ガロン（413リットル）の無糖練乳、2796個の卵、7ポンド（3kg）の塩、14.5ポンド（6.6kg）のシナモン、そして525ポンド（238kg）もの砂糖が使われた。完成したパイは3699ポンド（1678kg）もあり、直径6mにも及んだ。